# Широкая улица (Кронштадт)
Широ́кая улица — улица в Кронштадте. Соединяет улицы Рошаля и Осокину между улицами Советской и Восстания.
Нумерация домов осуществляется с востока на запад. Протяжённость магистрали — 295 метров.

## История
Улица известна с XVIII века под своим нынешним названием; в «Справочной книге» 1916 года и путеводителе Столпянского 1923 года она также значится как Широкая.

## Здания, сооружения, организации

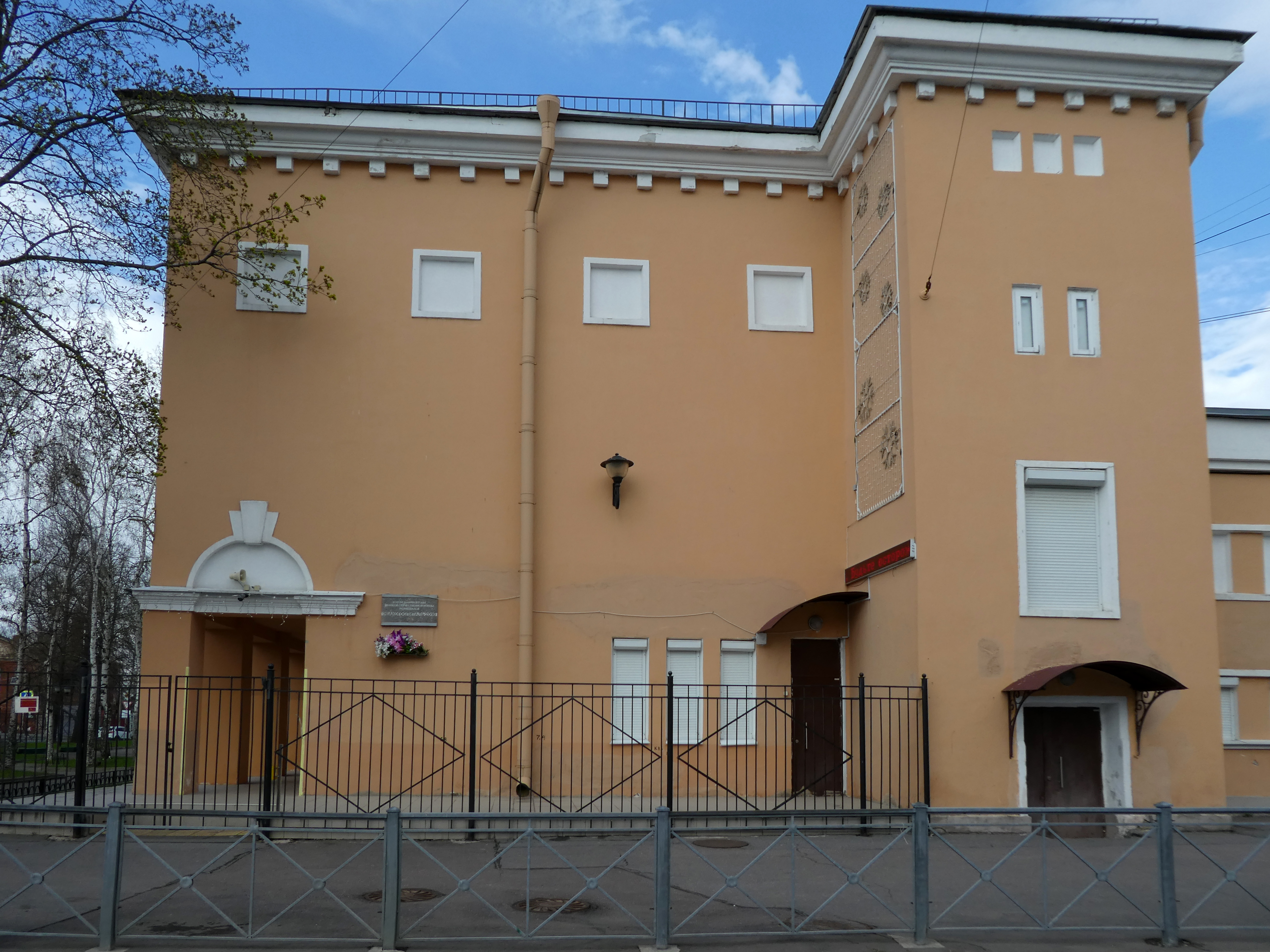
Школа № 423

- дом 11/4 — ГОУ Средняя школа № 423[5];
- дом 20 — ГДОУ Детский сад № 13 Кронштадтского района для детей с нарушениями речи и опорно-двигательного аппарата (второй корпус учреждения находится по адресу Кронштадт, ул. Ленина, дом № 49)[6];
- западная оконечность

## Пересечения
С востока на запад:
- Осокина улица
- улица Рошаля